# Гойло
Гойло (хорв. Gojlo) — населений пункт у Хорватії, у Сисацько-Мославинській жупанії у складі міста Кутина.

## Населення
Населення за даними перепису 2011 року становило 377 осіб.
Динаміка чисельності населення поселення:

## Клімат
Середня річна температура становить 11,18 °C, середня максимальна – 25,22 °C, а середня мінімальна – -5,01 °C. Середня річна кількість опадів – 909 мм.
| Клімат поселення                              | Клімат поселення | Клімат поселення | Клімат поселення | Клімат поселення | Клімат поселення | Клімат поселення | Клімат поселення | Клімат поселення | Клімат поселення | Клімат поселення | Клімат поселення | Клімат поселення | Клімат поселення |
| Показник                                      | Січ.             | Лют.             | Бер.             | Квіт.            | Трав.            | Черв.            | Лип.             | Серп.            | Вер.             | Жовт.            | Лист.            | Груд.            |                  |
| Середній максимум, °C                         | 6,60             | 8,33             | 12,54            | 17,04            | 21,88            | 25,22            | 24,50            | 23,96            | 19,98            | 15,05            | 9,57             | 5,32             |                  |
| Середня температура, °C                       | 0,79             | 2,52             | 6,74             | 11,24            | 16,07            | 19,40            | 21,00            | 20,47            | 16,50            | 11,53            | 6,07             | 1,85             |                  |
| Середній мінімум, °C                          | −5,01            | −3,28            | 0,94             | 5,44             | 10,27            | 13,61            | 17,52            | 16,97            | 13,00            | 8,07             | 2,59             | −1,67            |                  |
| Норма опадів, мм                              | 56               | 53               | 61               | 74               | 81               | 95               | 84               | 87               | 78               | 82               | 88               | 70               |                  |
| Середньомісячна швидкість вітру, м/с          | 1.87             | 2.08             | 2.47             | 2.34             | 2.17             | 1.98             | 1.90             | 1.78             | 1.78             | 1.86             | 1.88             | 1.90             |                  |
| Середньомісячна сонячна радіація, кДж/м²·день | 4305             | 7063             | 10899            | 15313            | 19558            | 21732            | 22562            | 19820            | 14700            | 9073             | 4805             | 3512             |                  |
| --------------------------------------------- | ---------------- | ---------------- | ---------------- | ---------------- | ---------------- | ---------------- | ---------------- | ---------------- | ---------------- | ---------------- | ---------------- | ---------------- | ---------------- |
| Джерело:                                      |                  |                  |                  |                  |                  |                  |                  |                  |                  |                  |                  |                  |                  |